# Vodní elektrárna Jaguara
Vodní elektrárna Jaguara (portugalsky Usina Hidrelétrica Jaguara) je vodní dílo na řece Rio Grande ve východní Brazílii. Nalézá se na hranicích států Minas Gerais a Sao Paulo mezi městy Sacramento a Rifaina.

## Všeobecné informace
Přehradní systém se skládá z kamenité sypané hráze o výšce 40 metrů a délce 325 metrů o objemu 800 000 m3. Nadmořská výška koruny hráze je 561 metrů. Dílo se nalézá v říčním místě o ploše povodí 62 700 km2.  Vyšší stupně na řece zajišťují vyrovnaný roční chod průtoku o průměrné hodnotě 1 043 m3/s. Projekt přehrady tak již nezohledňoval požadavky na užitečný objem nádrže. Přehradní nádrž o ploše 34,6 km2 poskytuje pracovní objem pouhých 90 milionů m3.
Kapacita přelivového systému o šesti polích je 14 100 m3/s.
Ve strojovně pracují při optimálním spádu 45 metrů čtyři Francisovy turbíny o hltnosti 265,5 m3/s, které poskytují celkový výkon 424 MW.
První práce byly započaty v roce 1966, první jednotka byla zprovozněna v roce 1971. Výstup je napojen na soustavu 345 kV.